# Magnum P.I. (2018)
Magnum P.I. (P.I. significa Investigador Particular ou Detetive Particular, do inglês Private Investigator; bra: Magnum P.I.) é uma série de drama criminal americana, sendo um reboot do seriado de homônimo de 1980. 
Foi desenvolvida por Peter M. Lenkov e Eric Guggenheim, sendo estrelada por Jay Hernandez, Perdita Weeks, Zachary Knighton, Stephen Hill, Amy Hill e Tim Kang.
A série foi encomendada em maio de 2018 e estreou em 24 de setembro de 2018 na CBS. Em 19 de outubro de 2018, foi anunciado que a série havia sido renovada uma segunda temporada. Em abril de 2021, a série foi renovada para uma quarta temporada, que estreou em 1 de outubro de 2021. Apesar de ser uma das séries mais assistidas, em maio de 2022, a série foi cancelada após quatro temporadas, após a rede não conseguir chegar a um novo acordo com os detentores dos direitos CBS Studios e Universal Television. Em 30 de junho de 2022, a série foi retomada pela NBC com uma encomenda de duas temporadas e vinte episódios, posteriormente esclarecido como uma quinta temporada em duas partes. A quinta temporada estreou em 19 de fevereiro de 2023. Em junho de 2023, foi anunciado que a quinta temporada seria a última. A série terminou em 3 de janeiro de 2024.

## História
Magnum P.I. gira em torno do protagonista, o ex-soldado da Marinha dos Estados Unidos, Thomas Magnum, que ocupa a casa de hóspedes na Robin's Nest, uma propriedade havaiana pertencente ao famoso autor Robin Masters. 
Também vivendo na propriedade estão Juliet Higgins, uma ex-agente do MI6 que atua como majordomo da propriedade, e Kumu Tuileta, um havaiano nativo que é o curador cultural da propriedade. 
Ele resolve crimes como um detetive particular. Suas investigações frequentemente incluem Higgins, que oficialmente se junta a ele como sua parceira na segunda temporada. Os dois são frequentemente auxiliados pelos ex-fuzileiros navais Rick Wright e T.C. Calvin. Rick agora é dono de um bar, enquanto T.C. é um piloto cujo principal negócio é realizar passeios de helicóptero pelas ilhas. Gordon Katsumoto é um detetive do Departamento de Polícia de Honolulu (HPD) que frequentemente discorda dos métodos investigativos de Magnum, mas ainda assim respeita sua expertise em resolver crimes.
Apesar de ambos terem relacionamentos sérios ao longo das quatro primeiras temporadas, Magnum e Higgins frequentemente compartilham tensão sexual um com o outro, algo que finalmente é abordado no final da quarta temporada. O programa compartilha um universo ficcional direto com Hawaii Five-0. Os seis personagens principais de Magnum P.I. compartilham muitos aliados com a Força-Tarefa Five-0, incluindo outros profissionais da aplicação da lei, informantes confidenciais e funcionários da cidade.

## Elenco

### Principais
- Jay Hernandez como Thomas Magnum, um ex-soldado da Marinha dos Estados Unidos que é consultor de segurança e detetive particular
- Perdita Weeks como Juliet Higgins, uma ex-agente do MI6 que é a majordomo da propriedade de Robin Masters e parceira investigativa de Magnum
- Zachary Knighton como Orville "Rick" Wright, um sargento aposentado dos Marines que administra seu próprio tiki bar
- Stephen Hill como Theodore "T.C." Calvin, um Major dos Marines aposentado e piloto que realiza passeios de helicoptero pela cidade
- Amy Hill como Teuila "Kumu" Tuileta, a curadora do centro cultural na propriedade de Masters
- Tim Kang como Gordon Katsumoto, um detetive do Departamento de Polícia de Honolulu

### Recorrentes
- James Remar como Capitão Buck Greene (temporadas 2 e 5; convidado na temporada 1)
- Domenick Lombardozzi como Sebastian Nuzo (temporada 1; convidado nas temporadas 2 e 4)
- Corbin Bernsen como Francis "Icepick" Hofstetler (temporadas 1–3)
- Christopher Thornton como Kenny "Shammy" Shamberg
- Bobby Lee como Jin Jeong (temporadas 2–5)
- Betsy Phillips como Suzy Madison (temporada 3; convidada nas temporadas 2, 4 e 5)
- Jay Ali como Dr. Ethan Shah (temporada 3; convidado na temporada 4)
- Lance Lim como Dennis Katsumoto (temporada 3; convidado nas temporadas 4–5)
- Chantal Thuy como Detetive Lia Kaleo do HPD (temporada 4)
- Martin Martinez como Cade Jensen (temporadas 4-5)
- Michael Delara como Gabriel Santos/Técnico M.E. (temporada 4)
- Michael Rady como Detetive Chris Childs do HPD (temporada 5)

## Episódios
| Temporada | Temporada | Episódios | Episódios            | Originalmente exibido   | Originalmente exibido | Originalmente exibido |
| Temporada | Temporada | Episódios | Episódios            | Estreia da temporada    | Final da temporada    | Emissora              |
| --------- | --------- | --------- | -------------------- | ----------------------- | --------------------- | --------------------- |
|           | 1         | 20        | 20                   | 24 de setembro de 2018  | 1 de abril de 2019    | CBS                   |
|           | 2         | 20        | 14                   | 27 de setembro de 2019  | 31 de janeiro de 2020 | CBS                   |
| 6         | 2         | 20        | 10 de abril de 2020  | 8 de maio de 2020       |                       | CBS                   |
|           | 3         | 16        | 16                   | 4 de dezembro de 2020   | 7 de maio de 2021     | CBS                   |
|           | 4         | 20        | 20                   | 1 de outubro de 2021    | 6 de maio de 2022     | CBS                   |
|           | 5         | 20        | 10                   | 19 de fevereiro de 2023 | 23 de abril de 2023   | NBC                   |
| 10        | 5         | 20        | 4 de outubro de 2023 | 3 de janeiro de 2024    |                       | NBC                   |

### No Brasil
Sua primeira temporada foi transmitida no Brasil pela TV Globo entre 24 de dezembro de 2023 a 7 de abril de 2024, em 16 episódios, nas tardes de domingo, após o Esporte Espetacular. A segunda temporada foi exibida entre 15 de dezembro de 2024 a 30 de março de 2025, também nas tardes de domingo, e com a mesma quantidade da primeira temporada (16 episódios).

## Produção

### Desenvolvimento

#### 1ª Temporada
Em outubro de 2017, a CBS anunciou o desenvolvimento de um reboot de Magnum, P.I. por Peter M. Lenkov, que também desenvolveu o reboot de 2010 de Hawaii Five-O e o reboot de 2016 de MacGyver. A rede encomendou a produção de um piloto para a série com Lenkov e Eric Guggenheim, um escritor e co-showrunner de Hawaii Five-0, como desenvolvedores.
John Davis e John Fox da Davis Entertainment foram anunciados como produtores executivos adicionais. CBS Television Studios e Universal Television co-produziram a série. Danielle Woodrow também foi anunciada posteriormente como produtora executiva. A série foi inicialmente encomendada pela CBS para treze episódios, e posteriormente mais sete episódios foram encomendados.

#### 2ª Temporada
Em 25 de janeiro de 2019, Magnum P.I. foi renovada para uma segunda temporada juntamente com outras duas novas séries da CBS. Lenkov retornou para a segunda temporada como produtor executivo e co-showrunner após assinar um contrato de três anos com a CBS Television Studios em 2018. Guggenheim também retornou como produtor executivo e co-showrunner. Foi revelado posteriormente que a segunda temporada consistiria de vinte episódios.

#### 3ª Temporada
Em 6 de maio de 2020, a CBS renovou a série para uma terceira temporada, junto com outras dezoito séries de televisão. Em julho de 2020, foi revelado que Lenkov não teria mais envolvimento na terceira temporada após ser demitido da CBS por alegações de ambiente de trabalho tóxico. Ele era originalmente esperado para continuar trabalhando na série ao longo da temporada como parte do acordo previamente assinado.
Lucas Till, interprete de Angus MacGyver em MacGyver, afirmou que Lenkov o fez se sentir suicida e constantemente humilhado por seu corpo. Os advogados de Lenkov inicialmente negaram todas as alegações. Lenkov posteriormente respondeu à situação afirmando "É difícil ouvir que o ambiente de trabalho que eu administrei não era o ambiente de trabalho que meus colegas mereciam, e por isso, sinto muito profundamente. Eu aceito a responsabilidade pelo que estou ouvindo e estou comprometido em fazer o trabalho necessário para ser melhor."
Lenkov ainda recebeu créditos de roteiro para vários episódios ao longo da temporada escritos antes de sua demissão. Gene Hong substituiu Lenkov como co-showrunner, juntando-se a Guggenheim, que continuou trabalhando na série. Em outubro de 2020, foi relatado que a terceira temporada teria uma ordem de episódios reduzida para dezesseis episódios como resultado da pandemia de COVID-19. Em 15 de abril de 2021, a CBS renovou a série para uma quarta temporada, que estreou em 1 de outubro de 2021.

### Elenco
Em 20 de fevereiro de 2018, foi anunciado que Jay Hernandez foi escolhido para interpretar Thomas Magnum, papel desempenhado por Tom Selleck na série original. Perdita Weeks foi escolhida para interpretar Juliet Higgins em 2 de março de 2018. O personagem de Higgins foi alterado em relação ao original de 1980, de Jonathan Higgins para Juliet Higgins. Lenkov e Guggenheim afirmaram que, embora quisessem homenagear o show original, era importante para o reboot "se sustentar por si só", e a mudança de gênero permitiu diferenciação. Zachary Knighton e Stephen Hill foram posteriormente escolhidos para os papéis de Orville "Rick" Wright e Theodore "T.C." Calvin, respectivamente. Tim Kang e Amy Hill foram os dois últimos a serem escolhidos para a série, como Detetive Gordon Katsumoto e Kumu, respectivamente.
Kimee Balmilero, Taylor Wily, e Dennis Chun apareceram como seus personagens de Hawaii Five-0 durante a primeira temporada. Chun fez participações especiais na série original Magnum, P.I. como vários personagens menores ao longo de sua exibição. Domenick Lombardozzi, Ken Jeong, e Christopher Thornton foram escolhidos para papéis recorrentes.
No dia 16 de outubro de 2020, foi anunciado que Jay Ali foi escalado para um papel recorrente na terceira temporada como Dr. Ethan Shah. Mais tarde, foi revelado que Lance Lim também teria um papel recorrente na terceira temporada. Mosley retornou novamente como convidado na terceira temporada. Balmilero, Chun e Garnett de Hawaii Five-0 continuaram aparecendo na terceira temporada, apesar do cancelamento de Hawaii Five-0.
Chantal Thuy juntou-se ao elenco em um papel recorrente para a quarta temporada. Thuy interpretou Lia Kaleo, uma detetive da HPD e parceira de Katsumoto, bem como um interesse amoroso para Magnum. Martin Martinez também se juntou ao elenco recorrente para a quarta temporada interpretando Cade Jensen, um adolescente problemático em busca de emprego. Chun apareceu mais uma vez na quarta temporada. Antes da quinta temporada, Michael Rady foi escalado para um papel recorrente como Detetive Chris Childs.

### Filmagens
O episódio piloto foi filmado em março e abril de 2018 no Hawaii Film Studio. Foi dirigido por Justin Lin, que também dirigiu outros pilotos da CBS. O resto da primeira temporada começou a ser filmado em 23 de julho de 2018, com uma bênção tradicional havaiana. As filmagens da série ocorrem no estado do Havaí, na ilha de O'ahu, no Kalaeloa Studio. A fictícia Robin's Nest Estate, onde Magnum e Higgins moram, está localizada no Kualoa Ranch, um local que também foi usado como locação de filmagem para Jurassic World. Outros locais de filmagem incluem diversas praias, como Maili, Waikiki e Kapolei. Um tema central da série original era o uso constante por Magnum de um Ferrari, que se tornou um ícone cultural inextricavelmente ligado à série. Magnum quase exclusivamente favorecia o Ferrari 308 GTS, tanto que foi brevemente mostrado no episódio piloto. A equipe de produção, no entanto, atualizou o veículo favorito dele para um Ferrari 488 Spider.
As filmagens da segunda temporada também começaram com uma bênção tradicional havaiana em 8 de julho de 2019. Um novo local de filmagem na segunda temporada é o La Mariana Restaurant, um Tiki Bar em operação no Havaí. Atrasado pela pandemia de COVID-19, as filmagens da terceira temporada começaram em 16 de setembro de 2020. Protocolos foram necessários no set, incluindo máscaras, distanciamento social, testes de COVID e redução de elenco e equipe no set. As filmagens da quarta temporada começaram em 20 de julho de 2021, com muitas precauções ainda em vigor devido à COVID-19.

### Cancelamento e Retorno
Em 12 de maio de 2022, a CBS cancelou a série após quatro temporadas. O cancelamento da série teve efeitos negativos na indústria cinematográfica do Havaí, deixando 350–400 pessoas desempregadas. No entanto, em 23 de maio de 2022, foi relatado pelo TVLine que a Universal Television estava tentando vender a série para outras emissoras.
Dez dias depois, o Deadline Hollywood informou que as negociações estavam em andamento para a Universal produzir a série internamente via NBC e/ou USA. Tal movimento exigiria um acordo com a CBS Studios até 30 de junho de 2022, quando as opções dos contratos dos membros do elenco expirariam. Embora não oficialmente renovada, o Production Weekly relatou que uma quinta temporada estava em "desenvolvimento ativo", embora sem emissora associada à lista.
Em 30 de junho de 2022, a NBC oficialmente adquiriu a série para 20 episódios, inicialmente para serem divididos em duas temporadas de 10 episódios, com opção para mais episódios. Na época, foi relatado que os seis membros do elenco eram esperados para retornar, junto com os produtores executivos, e CBS Studios e Universal TV continuariam a co-produzir a série.
Em 4 de julho de 2022, foi relatado pelo TVLine que a produção da quinta temporada começaria no final de 2022, com a temporada provavelmente não estreando até janeiro de 2023 no mínimo. As filmagens para a quinta temporada começaram em 19 de setembro de 2022. A quinta temporada estreou em 19 de fevereiro de 2023.
Mais tarde, foi esclarecido que os vinte episódios seriam divididos como uma quinta temporada em duas partes, em vez de duas temporadas separadas. Em 23 de junho de 2023, foi anunciado que a quinta temporada seria a última. Em 15 de dezembro de 2023, foi revelado que a quinta temporada terminaria em 3 de janeiro de 2024.

## Recepção

### Resposta da crítica
Magnum P.I. foi recebido com avaliações mistas. No agregador de revisões Rotten Tomatoes, a série detém um índice de aprovação de 53% com uma classificação média de 5,88 / 10, com base em 15 revisões. O consenso crítico do site diz: "O reboot de Magnum P.I pode não ser bastante distinto o suficiente para resistir a comparações com seu material de origem, mas uma estrela carismática, ação encenada e um punhado de reviravoltas modernas sugerem um potencial maior." No Metacritic, que usa uma média ponderada, atribuiu à série uma pontuação de 47 de 100 com base em 16 críticos, indicando "revisões mistas ou médias".